# Volkswagen Australasia

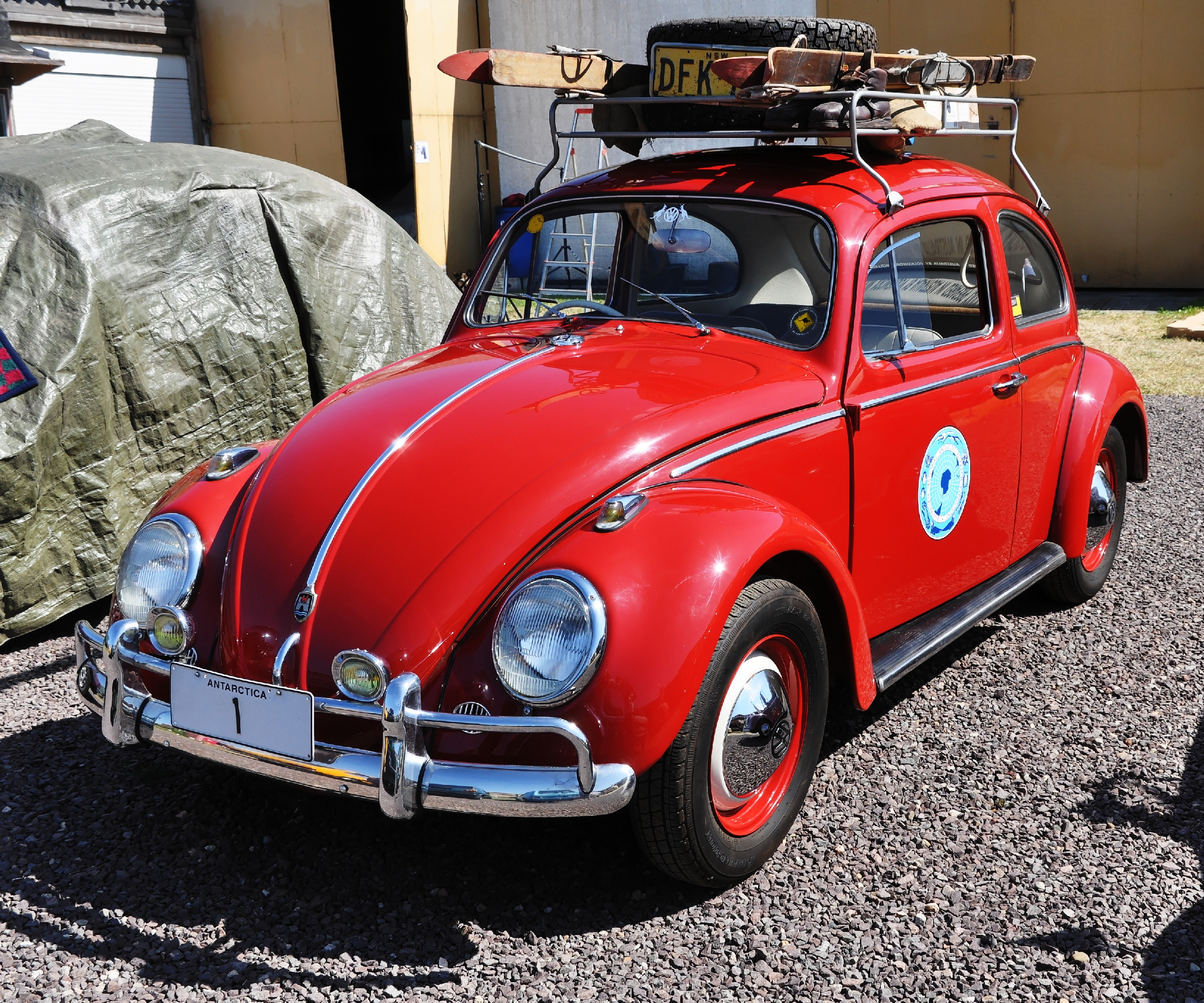
Ein VW Käfer aus australischer Fertigung machte eine Expedition in die Antarktis. Dies ist ein Nachbau.

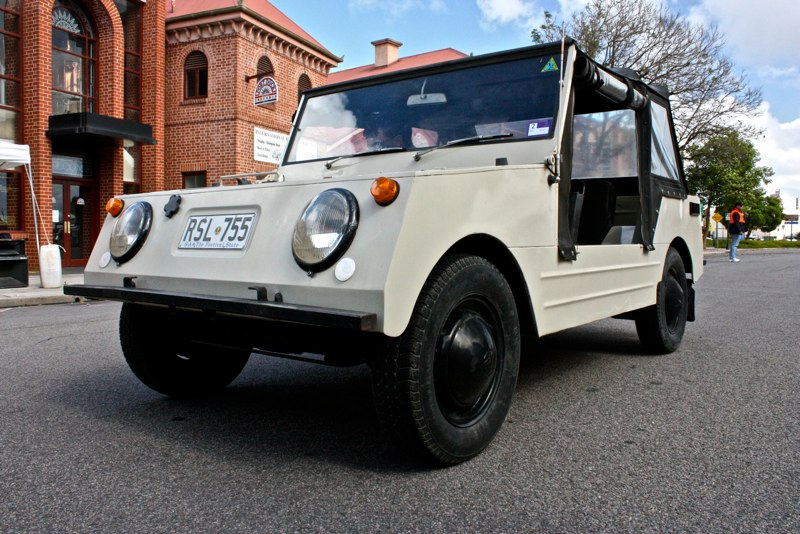
VW Country Buggy

Volkswagen Australasia Pty Ltd war ein australischer Hersteller von Automobilen.

## Unternehmensgeschichte
Bereits ab 1953 wurden VW Käfer als CKD-Bausätze nach Australien exportiert. Das Unternehmen Volkswagen Australasia Pty Ltd. wurde am 6. Dezember 1957 in Clayton gegründet, die Volkswagenwerk GmbH war zu 51 % daran beteiligt. 1959 begann in dem Werk in Clayton, das von Martin & King gekauft und 1958 erweitert worden war, die Produktion von Automobilen. Der Markenname lautete VW, produziert wurden die Modelle Typ 1 und Typ 2. Im März 1961 wurde der 100.000 Volkswagen in Australien produziert. Nach dem besten Verkaufsjahr 1964 mit 25.736 Fahrzeugen ging es bergab. 1966 waren es nur noch 18.208 Fahrzeuge und 1968 11.000 Fahrzeuge.
Im Jahr 1968 wurde angesichts der politischen Vorgaben einer zu 95 % inländischen Produktion die australische Volkswagen-Produktion eingestellt und stattdessen auf den Plan SV (für „small volume“) gesetzt, bei dem bis zu 7500 Fahrzeuge pro Jahr als CKD-Satz steuerlich begünstigt importiert werden durften, wenn 60 % des Fahrzeugs aus inländischer Produktion stammten. Gleichzeitig wurde das Unternehmen Motor Producers Limited als vollständige Volkswagen-Tochtergesellschaft gegründet, die auch Fahrzeuge anderer Marken – darunter Datsun, Volvo und Mercedes-Benz-Lastwagen – montierte. Die Karosseriepressen und Werkzeugmaschinen von Volkswagen wurden zu Volkswagen de México nach Mexiko, zu Volkswagen do Brasil in Brasilien und an andere Volkswagen-Standorte gebracht.
Nach der vollständigen Übernahme der Motor Producers Limited – und damit des Werks – durch Nissan erfolgte die örtliche CKD-Montage von Volkswagen-Fahrzeugen ab April 1976 unter Verantwortung von Nissan, bis sie im März 1977 endgültig eingestellt wurde. Nissan war bereits 1968 als Mieter genannt worden.

## Fahrzeuge
Das erste und wichtigste Modell war der VW Käfer, der bereits seit 1954 durch Martin & King in Australien montiert wurde.
Der VW Country Buggy erschien 1967 und war das einzige eigenständige Modell. Dieser VW-Buggy basierte auf dem Fahrgestell vom VW Käfer.